# Adolphe Déchenaud
Pour les articles homonymes, voir Déchenaud.
Adolphe Déchenaud, de son vrai nom Adolphe Deschenaux, né le 19 juin 1868 à Saint-Ambreuil (Saône-et-Loire) et mort le 27 décembre 1926 à Neuilly-sur-Seine, est un peintre français.

## Biographie
Fils de Joseph Déchenaud, restaurateur à Paris au 9, rue de la Monnaie et de Jeanne Michel, Adolphe Déchenaud naît chez ses grands-parents maternels à Saint-Ambreuil le 28 juin 1868 et y reste jusqu'à ses deux ans, après quoi sa mère le ramène à Paris. De 1879 à 1882, Déchenaud est pensionnaire de l'institution Daix-Borgne de Neuilly-sur-Seine puis son père le fait inscrire en 1883 à l'Académie Julian où il suit les cours des peintres Jules Joseph Lefebvre, Gustave Boulanger et Benjamin-Constant. En 1885, on l'autorise à accéder aux concours de l'École des beaux-arts de Paris. Après une interruption d'un an en 1886 pour effectuer une année de volontariat au 13e régiment d'infanterie de Nevers, il poursuit son apprentissage à l'Académie Julian.
Second grand prix de Rome en 1891 avec le tableau Philémon et Baucis, Adolphe Déchenaud est lauréat du premier grand prix en 1894 avec Judith montre la tête d'Holopherne aux habitants de Béthanie. La même année, il intègre la villa Médicis à Rome. Il y reste jusqu'en 1898 et se lie d'amitié avec divers artistes comme le peintre André Devambez ou le sculpteur François Sicard et l'architecte Emmanuel Pontremoli, dont il exécute les portraits. De retour à Paris en 1898, Déchenaud expose au Salon de 1899 où il reçoit une mention honorable. L'année suivante, son envoi lui vaut une médaille d'argent et en 1901, on lui décerne une nouvelle médaille pour un portrait de son père. Le 7 juillet 1910, il se marie à Paris avec Marie Louise Rosine Garcin.
À l'occasion du Salon de 1913, la toile Dans l'atelier lui vaut une médaille d'honneur. Il n'est pas mobilisé en 1914, année où il peint Le Comité des forges, tableau regroupant les 25 industriels français les plus puissants de l'époque. Au sortir de la Première Guerre mondiale, après avoir été nommé chevalier de la Légion d'honneur en 1908, Déchenaud devient membre de l'Institut en 1918, succédant à Louis Collin au fauteuil 11 de l'Académie des beaux-arts. Il meurt en son domicile le 27 décembre 1926 à Neuilly-sur-Seine. Lors de ses funérailles, il revient à son successeur le peintre Lucien Simon de faire son éloge funèbre. Déchenaud avait fait du village de Nanton (Saône-et-Loire) sa patrie d'élection depuis 1904 ; il y repose sous un mausolée. Il y venait fréquemment et les villageois furent ses modèles pour des tableaux comme Les Noces d'or ou Les  Vendangeurs.

## Œuvres
- Chalon-sur-Saône, musée Denon : Samson tournant la roue, 1893.
- Dijon, musée des Beaux-Arts : Les Noces d'or, 1909, huile sur toile, 166 × 203,5 cm.
- Loctudy, manoir de Kerazan : Portrait de Joseph-Georges Astor, 1920, fils de Joseph Astor.
- Mâcon, musée des Ursulines :
  - Philémon et Baucis, 1891 ;
  - Portrait de la mère de l'artiste, 1903 ;
  - Samson et Dalila, 1892 ;
  - Portrait de sa sœur Émilie, épouse du sculpteur Constant Roux.
- Marseille, musée des Beaux-Arts : Portrait du sculpteur Constant Roux, 1894, son beau-frère, premier prix de Rome de sculpture en 1894.
- Paris :
  - École nationale supérieure des beaux-arts :
    - Judith montre la tête d'Holopherne aux habitants de Béthanie, 1894 ;
    - Portrait d'Emmanuel Pontremoli, 1914[14].

  - Fédération française de l'acier : Le Comité des forges, 1914.
  - musée d'Orsay :
    - Portrait du père de l'artiste, 1901 ;
    - Portrait du peintre et homme politique Étienne Dujardin-Beaumetz, 1906 ;
    - Portrait de Victor Laloux, vers 1912[15].
- Rouen, musée des Beaux-Arts :
  - Portrait de Georges Chedanne,  don de Mme Chedanne en 1948 ;
  - Groupe d'amis, dit aussi Les trois amis [16].
- Saint-Germain-en-Laye, Espace Paul et André Vera : Portrait de Paul Vera à l'âge de vingt ans, 1904, fusain[17].
- Tours, musée des Beaux-Arts : Portrait de Mme Sicard, 1911.

- Localisation inconnue :
  - Les Vendangeurs, 1902[réf. nécessaire].
  - La Bonne prise, 1911[réf. nécessaire].
  - Portrait de Madame Wallut, 1912[réf. nécessaire].
  - Dans l'atelier, 1913[réf. nécessaire].
  - Portrait de François Sicard, 1914[réf. nécessaire].

Œuvres d'Adolphe Déchenaud
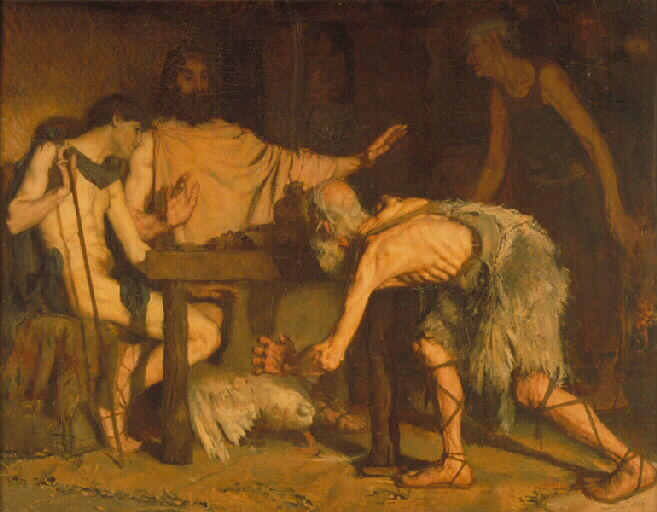
Philémon et Baucis (1891), Mâcon, musée des Ursulines.
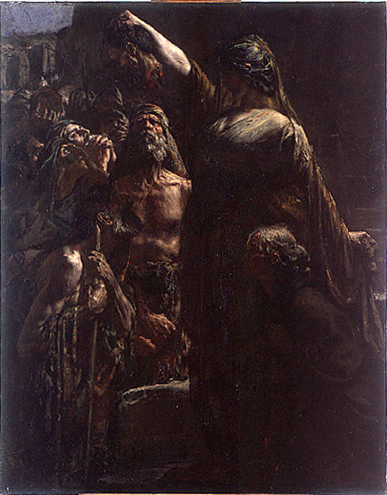
Judith montrant la tête d'Holopherne au peuple (1894), Paris, École nationale supérieure des beaux-arts.
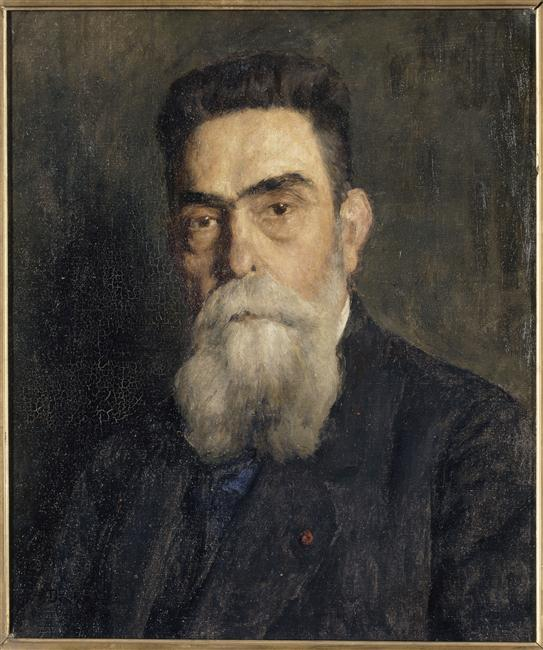
Portrait de Victor Laloux (vers 1912)Paris, musée d'Orsay.
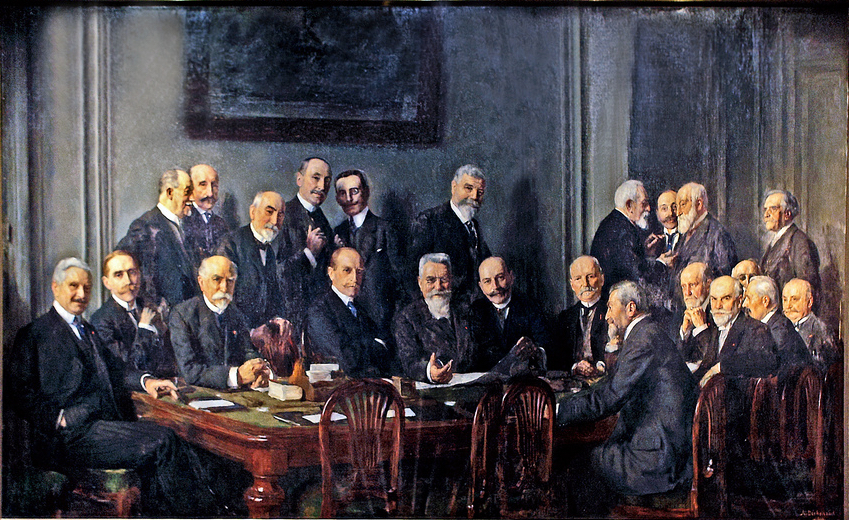
Le Comité des forges (1914), Paris, Fédération française de l'acier.
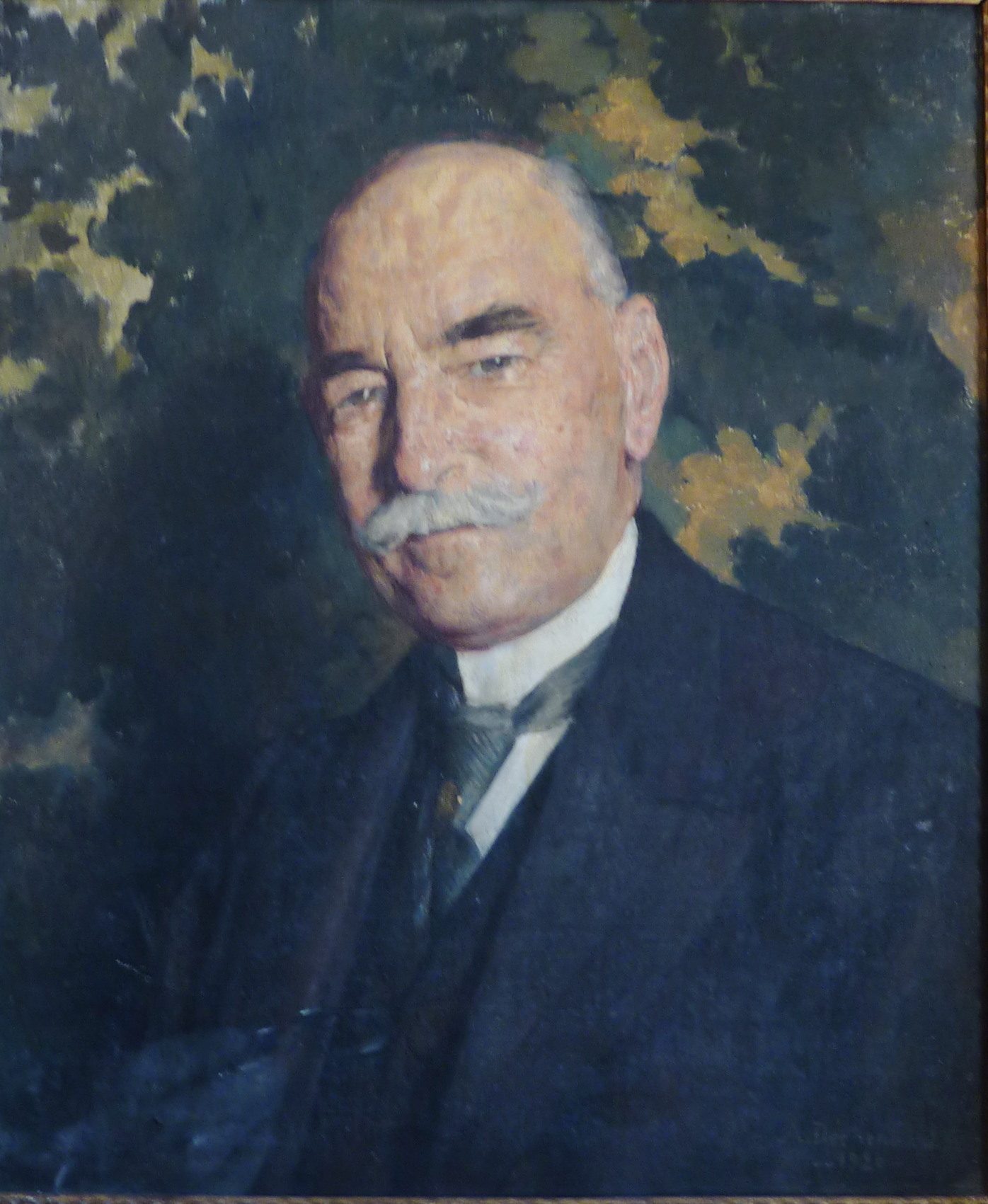
Portrait de Joseph-Georges Astor (1920), Loctudy, manoir de Kerazan.